# Zentrifugalextraktor

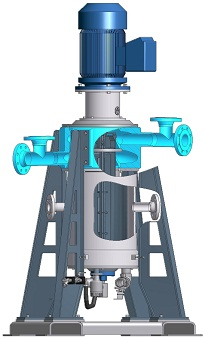
Zentrifugalextraktor

Ein Zentrifugalextraktor dient der kontinuierlichen Extraktion von Wertstoffen (Metallen, Wirkstoffen, Aromen, Vitaminen etc.) aus einer flüssigen Phase in eine weitere flüssige Phase mit Hilfe der Zentrifugalkraft. Dabei werden zwei unmischbare Flüssigkeiten (Träger/Lösungsmittel) unterschiedlicher Dichte in einem Mischraum zwischen Gehäusewand und äußerer Rotorwand intensiv gemischt. Die intensive Durchmischung schafft kleine Tropfen mit großen Oberflächen, die einen optimalen Stoffübergang von der Trägerphase in die Lösungsmittelphase ermöglichen. Ein Zentrifugalextraktor nutzt anschließend die Zentrifugalkraft, um die fein dispergierten Tropfen zu separieren.

## Einstufiger Zentrifugalextraktor
Die Schnittzeichnung zeigt einen Querschnitt durch einen einstufigen Zentrifugalextraktor. Über die zwei Zuläufe (Inlets) werden entweder schon vorgemischte oder zwei ungemischte Flüssigkeiten (blau/gelb) dem Mischbereich (grün) der Zentrifuge zugeführt. Im Mischbereich zwischen Rotor und Gehäusewand werden die Phasen stark durchmischt. Es entstehen kleine Tropfen und somit eine große Oberfläche, um den Stoffaustausch für Wasch- und Extraktionsprozesse zu optimieren. Die Intensität der Durchmischung kann über die Rotordrehzahl gewählt werden. Die Verweilzeit im Rotor beträgt 30 Sekunden bis zu zwei Minuten pro Stufe. Im sich drehenden Rotor werden die beiden Flüssigkeiten unterschiedlicher Dichte durch die Zentrifugalkräfte getrennt und über den jeweiligen Ablauf (schwere oder leichte Phase) abgeleitet.

### Separation DF (direct feed)
Bei „direct feed“ erfolgt die Zuführung der gemischten Flüssigkeiten (grün) durch die Bodenplatte direkt in den Rotor und minimiert somit die Scherkräfte auf das Produkt. Die beiden Phasen werden kontinuierlich in eine schwere Phase (blau) und eine leichte Phase (gelb) separiert.

### Mix & Sep
Bei “mix & sep” werden zwei unmischbare Flüssigkeiten (blau und gelb) unterschiedlicher Dichte außerhalb des Rotors in Kontakt gebracht. Durch die im engen Spalt zwischen sich drehendem Rotor und statischer Gehäusewand entstehenden Scherkräfte werden sehr kleine Tropfen mit großer Oberfläche für den idealen Stoffübergang von einer Phase in die andere Phase gebildet. Im Rotor werden anschließend beide Phasen voneinander getrennt.

## Mehrstufiger Zentrifugalextraktor

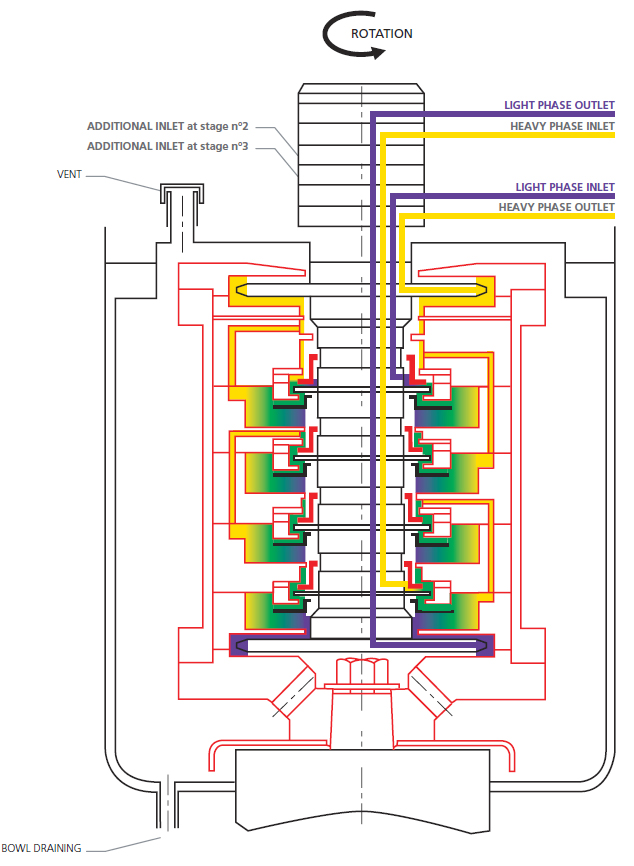
Mehrstufiger Zentrifugalextraktor

Die zu extrahierende Phase (schwere Phase auf dem Prinzipschaltbild), die anfangs ein oder mehrere Solvate enthält und das Lösungsmittel (leichte Phase auf dem Schaltbild), das mit der zu extrahierenden Phase nicht mischbar sein darf und eine andere Dichte haben muss, fließen im Gegenstrom in den Extraktorrotor, in dem aufgeschichtete, mechanische Teile eine bestimmte Stufenanzahl bilden. Die in jeder Stufe aufeinanderfolgenden Misch- und Trennvorgänge ermöglichen die Lösung der Solvate im Lösungsmittel.
Jede Stufe besteht aus folgenden Teilen:
- Einer Mischkammer, in der die beiden Phasen durchgemischt werden und die Übertragung der zu extrahierenden Solvate stattfindet. Eine feststehende Scheibe ermöglicht das Mischen der beiden Phasen und die Bildung einer feinen Emulsion. Sie wirkt wie eine Pumpe, welche die beiden Phasen aus den Vorstufen ansaugt.
- Einer Dekantierkammer, in der die beiden zuvor gemischten Flüssigkeiten durch Zentrifugalkraft getrennt werden. Zwei Wehre stabilisieren die Abscheidezone unabhängig von den jeweiligen Flüssigkeitsmengen. Die Stellung der Phasengrenzfläche hängt vom Wehrdurchmesser der schweren Phase ab. Das Wehr ist auswechselbar und wird dem Dichteverhältnis der beiden Phasen angepasst.

## Mehrstufige Prozesse
Mehrstufige Prozesse werden bei Anwendungen mit mehreren theoretische Stufen benötigt. Jeder einstufige Zentrifugalextraktor stellt dabei eine theoretische Stufe dar. Kreuz- und Gegenstromprozesse werden so einfach dargestellt.

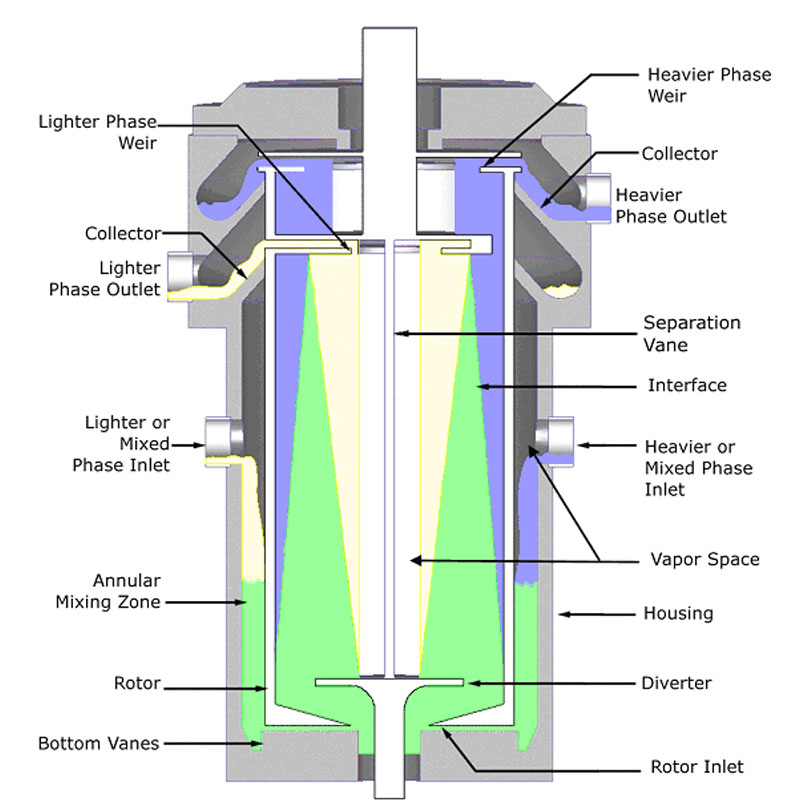
Schnittzeichnung
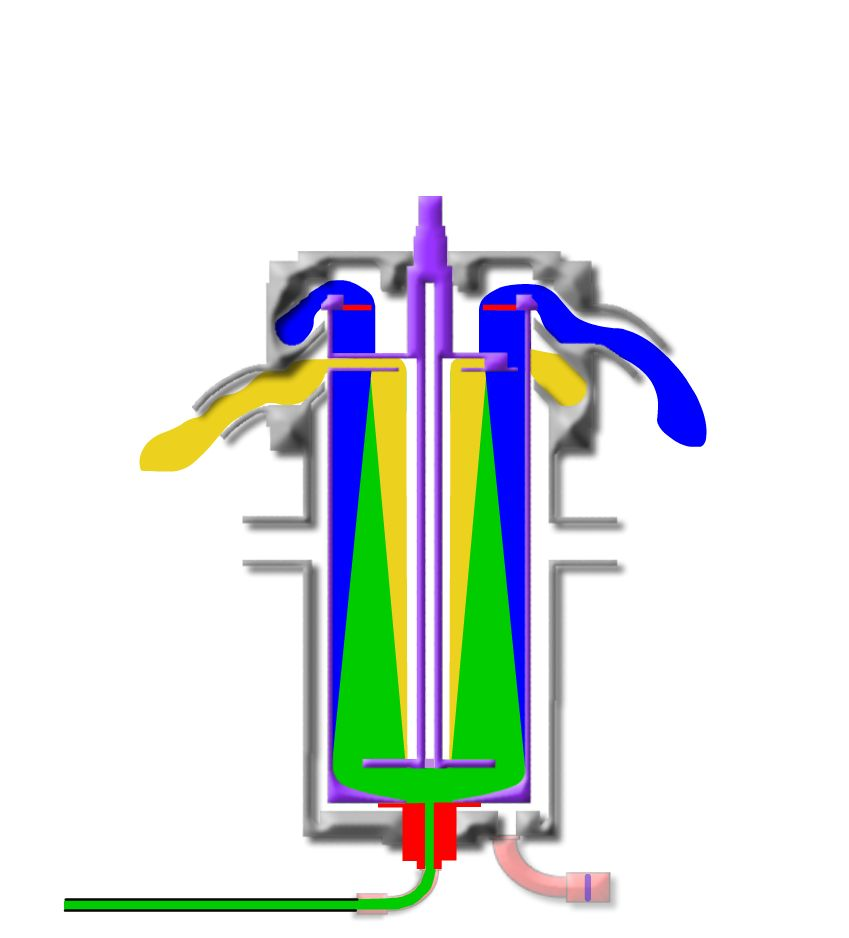
Separation DF
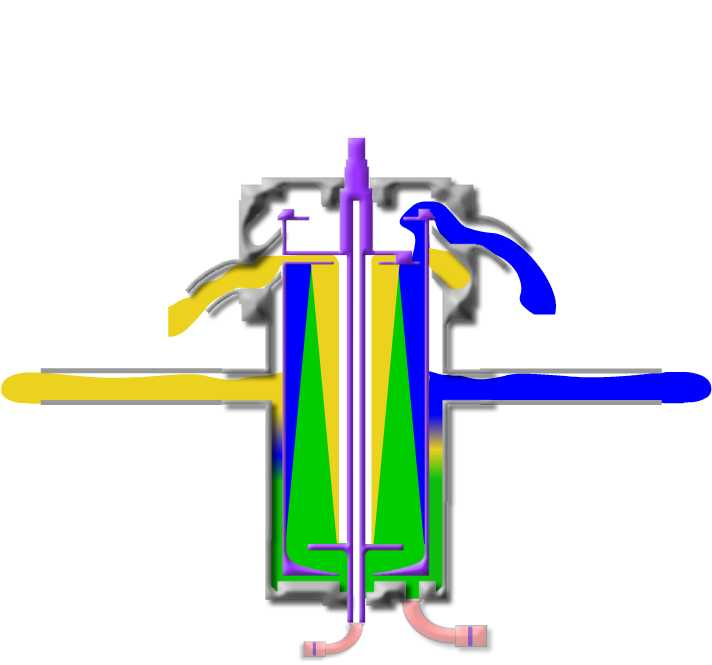
mix & sep
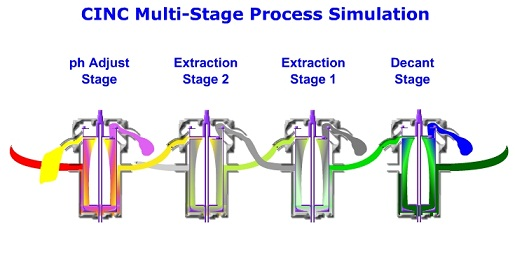
Kreuz- und Gegenstromextraktion
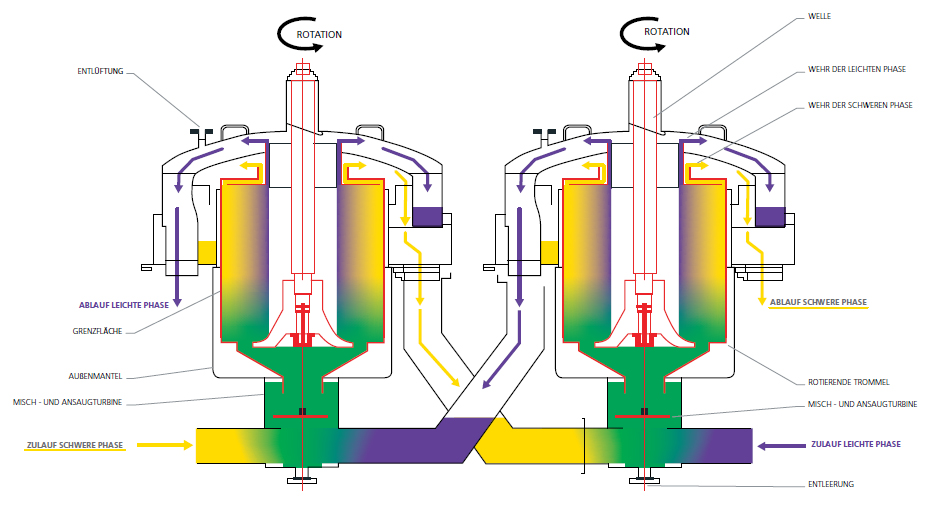
Batterie von zwei Zentrifugalextraktoren zur Gegenstromextraktion in zwei Stufen